# Andrzej Borys
Andrzej Marian Borys (ur. 10 maja 1949 w Łowiczu, zm. 25 marca 2024 w Kielcach) – fotografik. Absolwent Radomskiej Wyższej Szkoły Inżynierskiej w Kielcach (obecnie Politechnika Świętokrzyska) z dyplomem inżyniera mechanika (1974). Od 1977 zajmował się fotografią zawodowo, od 1978 członek ZPAF.

## Działalność
Członek i współzałożyciel wielu grup twórczych m.in.:
Studencka Grupa Fotograficzna „Kwant” w Kielcach (1970–1975), Klub „6 × 6” przy Pałacu Młodzieży w Warszawie (1975–1978), Fotoklub „Kontrast” w Kielcach (1970–1987) – prezes przez jedną kadencję, ZPAF (od 1978), prezes Okręgu Świętokrzyskiego ZPAF w latach 1990–1994 oraz od 2002 do 2015.
Instruktor fotografii kategorii „S”. Organizator wielu działań i plenerów artystycznych oraz wystaw o zasięgu ogólnopolskim i międzynarodowym, m.in.:
- Pomysłodawca oraz organizator Międzynarodowych Plenerów Fotograficznych ART-EKO (od 1988).
- Pomysłodawca i współorganizator wystaw fotograficznych o zasięgu ogólnopolskim „Raport Ekologiczny” – Kielce 1991, 1992.
- Organizator i komisarz ogólnopolskich plenerów i wystaw pt. „Świętokrzyskie w Obiektywie” w latach 2005–2008.
- Współorganizator, kurator oraz juror ogólnopolskiego konkursu pt. „Życie jest piękne”.

Fotograf projektu Sfotografuj wiersz – Zwierszuj fotografię, do którego wiersz napisał Dawid Jung.

## Twórczość
Fotografował od lat 70. XX w.
Debiut artystyczny – wyróżnienie w Ogólnopolskim Biennale Fotografii Studenckiej w Szczecinie (1972).
Autor ponad 50 wystaw i prezentacji indywidualnych oraz uczestnik ponad 150 wystaw zbiorowych o charakterze ogólnopolskim i międzynarodowym.

### Wystawy indywidualne
Andrzej Borys był autorem ponad 50 wystaw indywidualnych, w tym między innymi:
„Twarze” – Klub Politechniki Świętokrzyskiej, Kielce 1972, „Gdzieś obok nas” – Klub PŚ, Kielce 1973, „Rodzina” – WDK Radom 1978, „Fotografia” – Galeria Fotografii ZPAF, Kielce 1978, „Fotografia” – Klub Pod Jaszczurami, Kraków 1978, cykl 5 wystaw indywidualnych na temat akcji „Bieszczady 40” – Kielce, w latach 1974–1979, „Barwy krajobrazu” – WDK Kielce 1981, „Fotografia” – Flint (USA) 1992, „Kieleckie Krajobrazy” – Flint (USA) 1992, „Ratujmy Karczówkę” – Klub Civitas Christiana oraz KCK, Kielce 1993, „Krajobrazy” – Galeria BWA Zielona, Busko-Zdrój 1992, „Krajobrazy” – WDK Kielce 1992, „Kaśka – Nastroje” (Akt i portret) – DŚT Kielce 1994, „Prezentacja autorska” – Państwowa Wyższa Szkoła Filmowa, Telewizyjna i Teatralna w Łodzi 1994, „Flint – Michigan” – KCK Kielce 1994, „Region Świętokrzyski” (fotografie na płótnie) – Centrum Targowe, Kielce 1994, „Krajobrazy” – Galeria Fotografii ZPAF, Kielce 1995, „Fotografia na płótnie” – Polsko Amerykański Klub Przedsiębiorczości. Fundacja Rozwoju Demokracji Lokalnej w Kielcach, Kielce 1995, „ani jawa, ani sen – fotografie” – Galeria Sztuki Współczesnej Oranżeria, Kielce 2021.

### Wybrane wystawy zbiorowe
OWF „Biennale Fotografii Studenckiej” – Szczecin 1972, 1974, OWF „Studenckie Konfrontacje Fotograficzne” (II Nagroda) – Kielce 1974, „W Polskim Słońcu” (III Nagroda) – Bydgoszcz 1976,OWF „Konfrontacje Fotograficzne” – Gorzów Wielkopolski 1976 (Wyróżnienie dla zestawu Klubu 6 × 6), 1977 (II Nagroda dla zestawu Klubu6 × 6), „Wystawa Fotografii Klubu 6 × 6” (I Nagroda + Dyplom FASFwP) – Warszawa 1977, MSF „Blow UP 76” – Dafoifischell Art. (Belgia) 1976,MSF „Agfa Gewert Klub” – 1976, MSF – Kontrijk (Belgia) 1976, MSF (Dyplom Honorowy) – Mechelen 1978, „Europe Welle Soor” (Dyplom) – RFN 1976, „Auteurop 76” (Złoty Medal FIAP) – Paryż 1976, „Fotografia Akademika” – Pardubice (CSRS) 1973, MSF – Reims (Francja) 1977, OWF „Rewizje” – Koszalin 1979, OWF „Biennale Fotografii” – Łódź 1977, OWF „Dziecko” – Piła 1977, OWF „Test” – Koszalin 1978, MSF – Algavre (Portugalia) 1977, „Auteurop 78” – Paryż 1978, MSF „Foto Expo 77" (Srebrny Medal FIAP) – Poznań 1977,OWF „III Biennale Fotografii Studenckiej” – Kielce 1978, „IV Biennale Fotografii Studenckiej” (II Nagroda) – Kielce 1980, Biennale Krajobrazu Polskiego” – Kielce 1981, 1983 (I Nagroda + Srebrny Medal FASFwP), 1992 (Grand Prix + Dyplom Jana Bułhaka), 1994 (Grand Prix w dziale „Piękno krajobrazu” + I Nagroda w dziale „Ekologia”), 1996 (II Nagroda),OWF „Socjologicznej” (prezentacja autorska) – Bielsko Biała 1987, „Międzynarodowy Rok Dziecka” (organizator: UNESCO) – 1987, „Mistrzowie Polskiego Pejzażu” – Galeria Willa, Łódź 2001, Legnica, Kielce, Warszawa, Olsztyn, Ostrowiec Świętokrzyski, Bielsko Biała (2001 – 2005), udział we wszystkich wystawach Okręgu Świętokrzyskiego ZPAF od 1978, udział we wszystkich wystawach poplenerowych z cyklu „Art – Eko” od 1988.

## Publikacje
Albumy fotograficzne: „Sztuka Ziemi Kieleckiej – Fotografia” – Kielce 1997, „Mistrzowie Polskiego Pejzażu” – Kielce 2000, a ponadto publikacje fotografii we wszystkich wydawnictwach katalogowych Okręgu Świętokrzyskiego ZPAF od 1978 r., „Sztuka Fotografii” Almanach 30-lecia Okręgu Świętokrzyskiego Związku Polskich Artystów Fotografików 1978 – 2008.

## Nagrody i odznaczenia
Złoty i srebrny medal FIAP oraz tytuł Artiste FIAP nadany przez Międzynarodową Federację Sztuki Fotograficznej FIAP (1980), Nagroda Wojewody Kieleckiego (1985, 1994), Dyplom Uznania Ministra Kultury i Sztuki (1984), Odznaka „Zasłużony Działacz Kultury”, „Złota Odznaka SZSP”, Odznaka „Za Zasługi dla Kielecczyzny”, dyplom im. Jana Bułhaka, Nagroda II stopnia Prezydenta Miasta Kielce za osiągnięcia w dziedzinie twórczości artystycznej, upowszechnienia i ochrony Kultury (2003), Odznaka honorowa „Zasłużony dla Kultury Polskiej” (2007) oraz Brązowy Medal „Zasłużony Kulturze Gloria Artis” nadany przez Ministra Kultury i Dziedzictwa Narodowego (2008), Srebrny Medal „Zasłużony Kulturze Gloria Artis”, Złoty Medal „Zasłużony dla Fotografii Polskiej”, Nagroda Miasta Kielce (2021).